# 시드 (소프트웨어)
시드(SEED)는 주식회사 위클레이 (Weclay Inc)에서 제작한 무료 영상/음성 통화 및 메시징 기반 무료 커뮤니케이션 애플리케이션이다. 2012년 12월에 서비스를 시작하였으며, 2013년 6월 현재 베타 테스트 서비스 중이다. 시드는 아이폰, 아이패드, 아이팟 터치 등 iOS에서 사용가능한 애플리케이션과, 안드로이드 기반 스마트폰에서 사용가능한 모바일 애플리케이션 및 윈도우, 맥 OS에서 사용가능한 데스크탑용 애플리케이션을 제공하고 있으며 시드를 설치하거나 사용하는 데에 필요한 별도의 사용료는 없이 무료이다.
시드에서는 별도의 인증 및 가입절차 없이 다운로드 후 애플리케이션을 실행을 하면 애플리케이션이 자동으로 시드 내에서 사용가능한 시드번호를 생성하게 되며, 생성된 시드번호는 시드 애플리케이션 내에서 전화번호의 개념으로 자신의 시드번호를 통해 메시지 및 영상/음성 전화를 수신할 수 있으며, 전화 또는 메시지를 보내려고 하는 상대방의 시드번호를 알면 상대방에게 메시지 및 영상/음성 전화를 보낼 수 있다. 시드번호는 시드 애플리케이션 내에서 자신이 원하는 번호로 언제든지 변경이 가능하다. 사용자가 생성한 시드번호를 다른 기기에서도 똑같이 사용하기 위해서는 시드아이디라고 부르는 이메일 주소를 통한 가입절차가 필요한데, 가입절차는 이메일주소를 이용한 아이디를 만드는 것이며 본인 이메일 주소에 대한 인증을 받으면 추가정보 입력 없이 가능하다.
시드는 시드번호를 이용하여 상호간에 서로 메시지 주고 받기, 영상통화, 음성통화 등을 할 수 있는 기능을 지원하는데 각 플랫폼을 지원하는 시드 애플리케이션을 시드 홈페이지 또는 각 앱스토어에서 다운로드 후 설치하면  iOS 기기에서 안드로이드 기기, 아이폰에서 윈도우 등으로 통화와 메시지 보내기가 가능하다.